# Золотой глобус (премия, 1972)
29-я церемония вручения наград премии «Золотой глобус»

6 февраля 1972 года
Лучший фильм (драма): 

«Французский связной»
Лучший фильм (комедия или мюзикл): 

«Скрипач на крыше»
Лучшое ТВ-шоу (драма): 

«Менникс»
Лучшое ТВ-шоу (комедия или мюзикл): 

«Все в семье»
Лучший телефильм: 

«Снежный гусь»
< 28-я Церемонии вручения 30-я >
29-я церемония вручения наград премии «Золотой глобус» за заслуги в области кинематографа и телевидения за 1971 год состоялась 6 февраля 1972 года в Beverly Hilton Hotel (Беверли-Хиллз, Калифорния, США). Номинанты были объявлены 12 января 1972 года.
В этом году к телевизионным наградам была добавлена новая категория: «Лучший телевизионный фильм».

## Список лауреатов и номинантов
• Лауреаты выделены отдельным цветом. 

### Игровое кино
Количество наград/номинаций:
- 1/6: «Последний киносеанс»
- 0/5: «Мария — королева Шотландии»
- 3/4: «Французский связной»
- 2/4: «Скрипач на крыше»
- 1/4: «Котч»
- 0/4: «Лето 42-го»
- 2/3: «Приятель»
- 1/3: «Познание плоти» / «Больница» / «Шафт»
- 0/3: «Заводной апельсин» / «Николай и Александра»
- 1/2: «Воскресенье, проклятое воскресенье» / «Клют»
- 0/2: «Новый лист» / «Номер в отеле „Плаза“» / «Гарольд и Мод» / «Утка за миллион долларов» / «Бешеная луна» / «Африканский слон»
- 1/1: «Алое небо утра» / «Полицейский Азулай»

| Категории                                    | Лауреаты и номинанты                                                                                               | Лауреаты и номинанты                                                                |
| -------------------------------------------- | --- | ----------------------------------------------------------------------------------- |
| Лучший фильм (драма)                         | • Французский связной / The French Connection                                                                      | • Французский связной / The French Connection                                       |
| Лучший фильм (драма)                         | • Заводной апельсин / A Clockwork Orange                                                                           |                                                                                     |
| Лучший фильм (драма)                         | • Последний киносеанс / The Last Picture Show                                                                      |                                                                                     |
| Лучший фильм (драма)                         | • Мария — королева Шотландии / Mary, Queen of Scots                                                                |                                                                                     |
| Лучший фильм (драма)                         | • Лето 42-го / Summer of '42                                                                                       |                                                                                     |
| Лучший фильм (комедия или мюзикл)            | • Скрипач на крыше / Fiddler on the Roof                                                                           | • Скрипач на крыше / Fiddler on the Roof                                            |
| Лучший фильм (комедия или мюзикл)            | • Котч / Kotch |                                                                                     |
| Лучший фильм (комедия или мюзикл)            | • Новый лист / A New Leaf                                                                                          |                                                                                     |
| Лучший фильм (комедия или мюзикл)            | • Номер в отеле «Плаза» / Plaza Suite                                                                              |                                                                                     |
| Лучший фильм (комедия или мюзикл)            | • Приятель / The Boy Friend                                                                                        |                                                                                     |
| Лучший режиссёр                              | [[Файл:\|114px]]                                                                                                   | • Уильям Фридкин за фильм «Французский связной»                                     |
| Лучший режиссёр                              | [[Файл:\|114px]]                                                                                                   | • Питер Богданович — «Последний киносеанс»                                          |
| Лучший режиссёр                              | [[Файл:\|114px]]                                                                                                   | • Норман Джуисон — «Скрипач на крыше»                                               |
| Лучший режиссёр                              | [[Файл:\|114px]]                                                                                                   | • Стэнли Кубрик — «Заводной апельсин»                                               |
| Лучший режиссёр                              | [[Файл:\|114px]]                                                                                                   | • Роберт Маллиган — «Лето 42-го»                                                    |
| Лучший актёр в драматическом фильме          | Джин Хэкмен | • Джин Хэкмен — «Французский связной» (за роль детектива Джимми «Попая» Дойла)      |
| Лучший актёр в драматическом фильме          | Джин Хэкмен | • Питер Финч — «Воскресенье, проклятое воскресенье» (за роль доктора Дэниэла Хёрша) |
| Лучший актёр в драматическом фильме          | Джин Хэкмен | • Малкольм Макдауэлл — «Заводной апельсин» (за роль Алекса Деларджа)                |
| Лучший актёр в драматическом фильме          | Джин Хэкмен | • Джек Николсон — «Познание плоти» (за роль Джонатана Фёрста)                       |
| Лучший актёр в драматическом фильме          | Джин Хэкмен | • Джордж К. Скотт — «Больница» (за роль доктора Герберта «Герба» Бока)              |
| Лучшая актриса в драматическом фильме        | | • Джейн Фонда — «Клют» (за роль Бри Дэниелс)                                        |
| Лучшая актриса в драматическом фильме        | • Дайан Кэннон — «Такие хорошие друзья» (англ.) (за роль Джули Мессинджер)                                         |                                                                                     |
| Лучшая актриса в драматическом фильме        | • Гленда Джексон — «Мария — королева Шотландии» (за роль Елизаветы I, королевы Англии)                             |                                                                                     |
| Лучшая актриса в драматическом фильме        | • Ванесса Редгрейв — «Мария — королева Шотландии» (за роль Марии Стюарт, королевы Шотландии)                       |                                                                                     |
| Лучшая актриса в драматическом фильме        | • Джессика Уолтер — «Сыграйте мне туманно» (за роль Эвелин Дрэпер)                                                 |                                                                                     |
| Лучший актёр в комедии или мюзикле           | | • Хаим Тополь — «Скрипач на крыше» (за роль Тевье)                                  |
| Лучший актёр в комедии или мюзикле           | • Бад Корт — «Гарольд и Мод» (за роль Гарольда Паркера Чэйзена)                                                    |                                                                                     |
| Лучший актёр в комедии или мюзикле           | • Дин Джонс — «Утка за миллион долларов» (англ.) (за роль профессора Альберта Дули)                                |                                                                                     |
| Лучший актёр в комедии или мюзикле           | • Уолтер Маттау — «Котч» (за роль Джозефа П. Котчера)                                                              |                                                                                     |
| Лучший актёр в комедии или мюзикле           | • Джин Уайлдер — «Вилли Вонка и шоколадная фабрика» (за роль Вилли Вонки)                                          |                                                                                     |
| Лучшая актриса в комедии или мюзикле         | | • Твигги — «Приятель» (за роль Полли Браун)                                         |
| Лучшая актриса в комедии или мюзикле         | • Сэнди Дункан — «Девушка, усыпанная звёздами» (англ.) (за роль Эми Купер)                                         |                                                                                     |
| Лучшая актриса в комедии или мюзикле         | • Рут Гордон — «Гарольд и Мод» (за роль Мод)                                                                       |                                                                                     |
| Лучшая актриса в комедии или мюзикле         | • Анджела Лэнсбери — «Набалдашник и метла» (за роль мисс Эглантин Прайс)                                           |                                                                                     |
| Лучшая актриса в комедии или мюзикле         | • Элейн Мэй — «Новый лист» (за роль Генриетты Лоуэлл)                                                              |                                                                                     |
| Лучший актёр второго плана                   | | • Бен Джонсон — «Последний киносеанс» (за роль Сэма «Льва»)                         |
| Лучший актёр второго плана                   | • Том Бейкер — «Николай и Александра» (за роль Григория Распутина)                                                 |                                                                                     |
| Лучший актёр второго плана                   | • Арт Гарфанкел — «Познание плоти» (за роль Сэнди)                                                                 |                                                                                     |
| Лучший актёр второго плана                   | • Пол Манн — «Скрипач на крыше» (за роль Лазара Вольфа)                                                            |                                                                                     |
| Лучший актёр второго плана                   | • Ян-Майкл Винсент — «Иди домой» (англ.) (за роль Джимми Грэхема)                                                  |                                                                                     |
| Лучшая актриса второго плана                 | | • Энн-Маргрет — «Познание плоти» (за роль Бобби)                                    |
| Лучшая актриса второго плана                 | • Эллен Бёрстин — «Последний киносеанс» (за роль Лоиз Фэрроу)                                                      |                                                                                     |
| Лучшая актриса второго плана                 | • Клорис Личмен — «Последний киносеанс» (за роль Рут Поппер)                                                       |                                                                                     |
| Лучшая актриса второго плана                 | • Дайана Ригг — «Больница» (за роль мисс Барбары Драммонд)                                                         |                                                                                     |
| Лучшая актриса второго плана                 | • Морин Стэплтон — «Номер в отеле „Плаза“» (за роль Карен Нэш)                                                     |                                                                                     |
| Самый многообещающий начинающий актёр        | | • Дези Арназ мл. — «Алое небо утра» (англ.)                                         |
| Самый многообещающий начинающий актёр        | • Том Бейкер — «Николай и Александра» (за роль Распутина)                                                          |                                                                                     |
| Самый многообещающий начинающий актёр        | • Тимоти Боттомс — «Джонни взял ружьё»                                                                             |                                                                                     |
| Самый многообещающий начинающий актёр        | • Гэри Граймз — «Лето 42-го»                                                                                       |                                                                                     |
| Самый многообещающий начинающий актёр        | • Ричард Раундтри — «Шафт»                                                                                         |                                                                                     |
| Самый многообещающий начинающий актёр        | • Джон Сарно — «Семь минут» (англ.)                                                                                |                                                                                     |
| Самая многообещающая начинающая актриса      | | • Твигги — «Приятель»                                                               |
| Самая многообещающая начинающая актриса      | • Сэнди Дункан — «Утка за миллион долларов»                                                                        |                                                                                     |
| Самая многообещающая начинающая актриса      | • Сибилл Шеперд — «Последний киносеанс»                                                                            |                                                                                     |
| Самая многообещающая начинающая актриса      | • Джанет Сазман — «Николай и Александра» (за роль императрицы Александры Фёдоровны)                                |                                                                                     |
| Самая многообещающая начинающая актриса      | • Делорес Тейлор — «Билли Джек» (англ.)                                                                            |                                                                                     |
| Лучший сценарий                              | Пэдди Чаефски | • Пэдди Чаефски — «Больница»                                                        |
| Лучший сценарий                              | Пэдди Чаефски | • Джон Хейл — «Мария — королева Шотландии»                                          |
| Лучший сценарий                              | Пэдди Чаефски | • Энди Льюис — «Клют»                                                               |
| Лучший сценарий                              | Пэдди Чаефски | • Джон Пэкстон — «Котч»                                                             |
| Лучший сценарий                              | Пэдди Чаефски | • Эрнест Тайдимен — «Французский связной»                                           |
| Лучшая музыка к фильму                       | | • Айзек Хейз за музыку к фильму «Шафт»                                              |
| Лучшая музыка к фильму                       | • Джон Барри — «Мария — королева Шотландии»                                                                        |                                                                                     |
| Лучшая музыка к фильму                       | • Мишель Легран — «Ле-Ман» (англ.)                                                                                 |                                                                                     |
| Лучшая музыка к фильму                       | • Мишель Легран — «Лето 42-го»                                                                                     |                                                                                     |
| Лучшая музыка к фильму                       | • Джил Мелл — «Штамм „Андромеда“»                                                                                  |                                                                                     |
| Лучшая песня                                 | • Life Is What You Make It — «Котч» — музыка: Марвин Хэмлиш, слова: Джонни Мёрсер                                  | • Life Is What You Make It — «Котч» — музыка: Марвин Хэмлиш, слова: Джонни Мёрсер   |
| Лучшая песня                                 | • Long Ago Tomorrow — «Бешеная луна» — музыка: Берт Бакарак, слова: Хэл Дэвид                                      |                                                                                     |
| Лучшая песня                                 | • Rain Falls Anywhere It Wants To — «Африканский слон» — музыка: Лоуренс Розенталь, слова: Алана и Мэрилин Бергман |                                                                                     |
| Лучшая песня                                 | • Something More — «Хонки» (англ.) — музыка: Куинси Джонс, слова: Брэдфорд Крэйг                                   |                                                                                     |
| Лучшая песня                                 | • Theme from Shaft — «Шафт» — музыка и слова: Айзек Хейз                                                           |                                                                                     |
| Лучший иностранный фильм                     | • Полицейский Азулай / השוטר אזולאי (Израиль)                                                                      | • Полицейский Азулай / השוטר אזולאי (Израиль)                                       |
| Лучший иностранный фильм                     | • Колено Клер / Le Genou de Claire (Франция)                                                                       |                                                                                     |
| Лучший иностранный фильм                     | • Умереть от любви / Mourir d’aimer (Франция)                                                                      |                                                                                     |
| Лучший иностранный фильм                     | • Конформист / Il conformista (Италия)                                                                             |                                                                                     |
| Лучший иностранный фильм                     | • Чайковский (СССР)                                                                                                |                                                                                     |
| Лучший иностранный фильм на английском языке | • Воскресенье, проклятое воскресенье / Sunday Bloody Sunday (Великобритания)                                       | • Воскресенье, проклятое воскресенье / Sunday Bloody Sunday (Великобритания)        |
| Лучший иностранный фильм на английском языке | • Красная палатка / итал. La tenda rossa / англ. The Red Tent (Италия, СССР)                                       |                                                                                     |
| Лучший иностранный фильм на английском языке | • Африканский слон (док.) / The African Elephant (Великобритания)                                                  |                                                                                     |
| Лучший иностранный фильм на английском языке | • Друзья / Friends (Великобритания)                                                                                |                                                                                     |
| Лучший иностранный фильм на английском языке | • Посредник / The Go-Between (Великобритания)                                                                      |                                                                                     |
| Лучший иностранный фильм на английском языке | • Бешеная луна / The Raging Moon / Long Ago, Tomorrow (Великобритания)                                             |                                                                                     |

### Телевизионные награды
Количество наград/номинаций:
- 2/5: «Все в семье»
- 1/3: «Менникс» / «Доктор Маркус Уэлби» / «Шоу Кэрол Бёрнетт» / «Шоу Мэри Тайлер Мур»
- 1/2: «Возвращение домой: Рождественская история» / «Арни»
- 0/2: «Отряд „Стиляги“» / «Шоу Флипа Уилсона» / «Семья Партридж» / «Дымок из ствола»
- 1/1: «Снежный гусь»

| Категории                                             | Лауреаты и номинанты | Лауреаты и номинанты                                                                 |
| ----------------------------------------------------- | --- | ------------------------------------------------------------------------------------ |
| Лучшое ТВ-шоу (драма)                                 | • Менникс / Mannix | • Менникс / Mannix                                                                   |
| Лучшое ТВ-шоу (драма)                                 | • Доктор Маркус Уэлби / Marcus Welby, M.D.                                                                                      |                                                                                      |
| Лучшое ТВ-шоу (драма)                                 | • Медицинский центр / Medical Center                                                                                            |                                                                                      |
| Лучшое ТВ-шоу (драма)                                 | • Отряд «Стиляги» / The Mod Squad                                                                                               |                                                                                      |
| Лучшое ТВ-шоу (драма)                                 | • O’Hara, U.S. Treasury |                                                                                      |
| Лучшое ТВ-шоу (комедия или мюзикл)                    | • Все в семье / All in the Family                                                                                               | • Все в семье / All in the Family                                                    |
| Лучшое ТВ-шоу (комедия или мюзикл)                    | • Шоу Кэрол Бёрнетт / The Carol Burnett Show                                                                                    |                                                                                      |
| Лучшое ТВ-шоу (комедия или мюзикл)                    | • Шоу Флипа Уилсона / The Flip Wilson Show                                                                                      |                                                                                      |
| Лучшое ТВ-шоу (комедия или мюзикл)                    | • Шоу Мэри Тайлер Мур / The Mary Tyler Moore Show                                                                               |                                                                                      |
| Лучшое ТВ-шоу (комедия или мюзикл)                    | • Семья Партридж / The Partridge Family                                                                                         |                                                                                      |
| Лучший телевизионный фильм                            | • Снежный гусь / The Snow Goose                                                                                                 | • Снежный гусь / The Snow Goose                                                      |
| Лучший телевизионный фильм                            | • Песня Брайана / Brian’s Song                                                                                                  |                                                                                      |
| Лучший телевизионный фильм                            | • Дуэль / Duel |                                                                                      |
| Лучший телевизионный фильм                            | • Возвращение домой: Рождественская история / The Homecoming: A Christmas Story (пилотный эпизод сериала «Уолтоны» (1971—1981)) |                                                                                      |
| Лучший телевизионный фильм                            | • Последний ребёнок / The Last Child                                                                                            |                                                                                      |
| Лучший актёр в драматическом сериале или телефильме   | | • Роберт Янг — «Доктор Маркус Уэлби» (за роль доктора Маркуса Уэлби)                 |
| Лучший актёр в драматическом сериале или телефильме   | • Рэймонд Бёрр — «Железная сторона» (англ.) (за роль Роберта Т. Айронсайда)                                                     |                                                                                      |
| Лучший актёр в драматическом сериале или телефильме   | • Майк Коннорс — «Менникс» (за роль Джо Менникса)                                                                               |                                                                                      |
| Лучший актёр в драматическом сериале или телефильме   | • Уильям Конрад — «Кеннон» (англ.) (за роль Фрэнка Кеннона)                                                                     |                                                                                      |
| Лучший актёр в драматическом сериале или телефильме   | • Питер Фальк — «Коломбо» (за роль лейтенанта Коломбо)                                                                          |                                                                                      |
| Лучшая актриса в драматическом сериале или телефильме | | • Патриция Нил — «Возвращение домой: Рождественская история» (за роль Оливии Уолтон) |
| Лучшая актриса в драматическом сериале или телефильме | • Линда Дэй Джордж — «Миссия невыполнима» (за роль Лайзы Кейси)                                                                 |                                                                                      |
| Лучшая актриса в драматическом сериале или телефильме | • Сьюзан Сент-Джеймс — «Макмиллан и жена» (англ.) (за роль Салли Макмиллан)                                                     |                                                                                      |
| Лучшая актриса в драматическом сериале или телефильме | • Пегги Липтон — «Отряд „Стиляги“» (за роль Джули Барнс)                                                                        |                                                                                      |
| Лучшая актриса в драматическом сериале или телефильме | • Дениз Николас — «Комната 222» (англ.) (за роль Лиз Макинтайр)                                                                 |                                                                                      |
| Лучший актёр в комедийном или музыкальном сериале     | | • Кэрролл О’Коннор — «Все в семье» (за роль Арчи Банкера)                            |
| Лучший актёр в комедийном или музыкальном сериале     | • Хершел Бернарди — «Арни» (англ.) (за роль Арни Наво)                                                                          |                                                                                      |
| Лучший актёр в комедийном или музыкальном сериале     | • Дик Ван Дайк — «Новое шоу Дика Ван Дайка» (англ.) (за роль Дика Престона)                                                     |                                                                                      |
| Лучший актёр в комедийном или музыкальном сериале     | • Джек Клагмен — «Странная парочка» (англ.) (за роль Оскара Мэдисона)                                                           |                                                                                      |
| Лучший актёр в комедийном или музыкальном сериале     | • Флип Уилсон — «Шоу Флипа Уилсона» (за роль самого себя)                                                                       |                                                                                      |
| Лучшая актриса в комедийном или музыкальном сериале   | | • Кэрол Бёрнетт — «Шоу Кэрол Бёрнетт» (за роли различных персонажей)                 |
| Лучшая актриса в комедийном или музыкальном сериале   | • Люсиль Болл — «Вот — Люси» (англ.) (за роль Люси Картер)                                                                      |                                                                                      |
| Лучшая актриса в комедийном или музыкальном сериале   | • Ширли Джонс — «Семья Партридж» (за роль Ширли Ренфрю Партридж)                                                                |                                                                                      |
| Лучшая актриса в комедийном или музыкальном сериале   | • Мэри Тайлер Мур — «Шоу Мэри Тайлер Мур» (за роль Мэри Ричардс)                                                                |                                                                                      |
| Лучшая актриса в комедийном или музыкальном сериале   | • Джин Стэплтон — «Все в семье» (за роль Эдит Банкер)                                                                           |                                                                                      |
| Лучший актёр второго плана на ТВ                      | | • Эдвард Аснер — «Шоу Мэри Тайлер Мур» (за роль Лу Гранта)                           |
| Лучший актёр второго плана на ТВ                      | • Джеймс Бролин — «Доктор Маркус Уэлби» (за роль доктора Стивена Кайли)                                                         |                                                                                      |
| Лучший актёр второго плана на ТВ                      | • Харви Корман — «Шоу Кэрол Бёрнетт» (за роли различных персонажей)                                                             |                                                                                      |
| Лучший актёр второго плана на ТВ                      | • Роб Райнер — «Все в семье» (за роль Майкла «Митхэда» Стивика)                                                                 |                                                                                      |
| Лучший актёр второго плана на ТВ                      | • Милбёрн Стоун — «Дымок из ствола» (за роль Дока)                                                                              |                                                                                      |
| Лучшая актриса второго плана на ТВ                    | | • Сью Эни Лэнгдон — «Арни» (за роль Лиллиан Наво)                                    |
| Лучшая актриса второго плана на ТВ                    | • Аманда Блейк — «Дымок из ствола» (за роль Китти)                                                                              |                                                                                      |
| Лучшая актриса второго плана на ТВ                    | • Гейл Фишер — «Менникс» (за роль Пегги Фэйр)                                                                                   |                                                                                      |
| Лучшая актриса второго плана на ТВ                    | • Салли Струтерс — «Все в семье» (за роль Глории Банкер-Стивик)                                                                 |                                                                                      |
| Лучшая актриса второго плана на ТВ                    | • Лили Томлин — «Хохмы Роуэна и Мартина» (англ.) (за роли различных персонажей)                                                 |                                                                                      |

### Специальные награды
| Награда                                                     | Лауреаты       | Лауреаты                                                                  |
| ----------------------------------------------------------- | -------------- | ------------------------------------------------------------------------- |
| Премия Сесиля Б. Де Милля (Награда за вклад в кинематограф) |                | • Альфред Хичкок                                                          |
| Премия Генриетты Henrietta Award (World Film Favorites)     | Чарльз Бронсон | • Чарльз Бронсон                                                          |
| Премия Генриетты Henrietta Award (World Film Favorites)     | • Шон Коннери  |                                                                           |
| Премия Генриетты Henrietta Award (World Film Favorites)     | • Эли Макгроу  |                                                                           |
| Мисс Золотой глобус 1972 (Символический титул)              |                | • Памела Пауэлл (дочь актёра и певца Дика Пауэлла и актрисы Джун Эллисон) |